# Daytonai 24 órás autóverseny

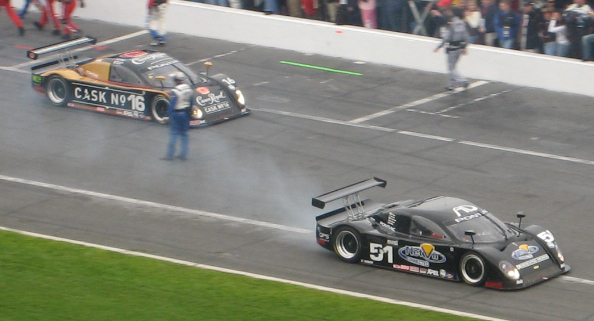
A Cheever Racing autói a 2008-as viadalon

A daytonai 24 órás autóverseny (Rolex 24 at Daytona, 24 Hours of Daytona) hosszútávú verseny az Egyesült Államokban, Daytona Beach városában, amely az 5,73 kilométer hosszú Daytona International Speedway versenypályán kerül megrendezésre.
Az első futamot 1962-ben rendezték, mely akkor még csak 3 órás volt, majd 1964-től 2000 kilométeresre változtatták a távot. 1966-ban került be a 24 órás autóversenyek közé.
Indulása óta több nemzetközi és amerikai bajnokság futamaként szerepelt. 2014-től a United SportsCar Championship széria futamaként rendezik.
A győzelmek számát tekintve a Porsche gyár a legsikeresebb huszonnégy győzelemmel, míg a versenyzők közt az amerikai Hurley Haywood számít a legeredményesebbnek öt győzelmével.

## Névváltozatok
- Daytona 3 Hour Continental (1962–1963)
- Daytona 2000 (1964–1965)
- 24 Hours of Daytona (1966–1971)
- 6 Hours of Daytona (1972)
- 24 Hours of Daytona (1973, 1975–1977)
- 24 Hour Pepsi Challenge (1978–1983)
- SunBank 24 at Daytona (1984–1991)
- Rolex 24 at Daytona (1991–)

## Győztesek
| Év         | Dátum                        | Versenyzők                                                                                                | Csapat                                   | Autó                                 | Rajtszám                     | Táv                          | Bajnokság                                                                                   |
| 3 órás     | 3 órás                       | 3 órás | 3 órás                                   | 3 órás                               | 3 órás                       | 3 órás                       | 3 órás                                                                                      |
| ---------- | ---------------------------- | --- | ---------------------------------------- | ------------------------------------ | ---------------------------- | ---------------------------- | ------------------------------------------------------------------------------------------- |
| 1962       | Február 11                   | Dan Gurney                                                                                                | Frank Arciero                            | Lotus 19B-Coventry Climax            | 96                           | 502,791 km                   | International Championship for GT Manufacturers                                             |
| 1963       | Február 17                   | Pedro Rodríguez                                                                                           | North American Racing Team               | Ferrari 250 GTO                      | 18                           | 494,551 km                   | International Championship for GT Manufacturers                                             |
| 2000 km-es |                              | |                                          |                                      |                              |                              |                                                                                             |
| 1964       | Február 16                   | Pedro Rodríguez Phil Hill                                                                                 | North American Racing Team               | Ferrari 250 GTO                      | 30                           | -                            | International Championship for GT Manufacturers                                             |
| 1965       | Február 28                   | Ken Miles Lloyd Ruby                                                                                      | Shelby-American Inc.                     | Ford GT40                            | 73                           | -                            | International Championship for GT Manufacturers                                             |
| 24 órás    |                              | |                                          |                                      |                              |                              |                                                                                             |
| 1966       | Február 5 Február 6          | Ken Miles Lloyd Ruby                                                                                      | Shelby-American Inc.                     | Ford GT40 Mk. II                     | 98                           | 4157,222 km                  | International Championship for Sports-Prototypes International Championship for Sports Cars |
| 1967       | Február 4 Február 5          | Lorenzo Bandini Chris Amon                                                                                | SpA Ferrari SEFAC                        | Ferrari 330 P4                       | 23                           | 4083,646 km                  | International Championship for Sports-Prototypes International Championship for Sports Cars |
| 1968       | Február 3 Február 4          | Vic Elford Jochen Neerpasch Rolf Stommelen Jo Siffert Hans Herrmann                                       | Porsche System Engineering               | Porsche 907LH                        | 54                           | 4126,567 km                  | International Championship for Makes                                                        |
| 1969       | Február 1 Február 2          | Mark Donohue Chuck Parsons                                                                                | Roger Penske Sunoco Racing               | Lola T70 Mk.3B-Chevrolet             | 6                            | 3838,382 km                  | International Championship for Makes                                                        |
| 1970       | Január 31 Február 1          | Pedro Rodríguez Leo Kinnunen Brian Redman                                                                 | J.W. Engineering                         | Porsche 917K                         | 2                            | 4439,279 km                  | International Championship for Makes                                                        |
| 1971       | Január 30 Január 31          | Pedro Rodríguez Jackie Oliver                                                                             | J.W. Automotive Engineering              | Porsche 917K                         | 2                            | 4218,542 km                  | International Championship for Makes                                                        |
| 6 órás     |                              | |                                          |                                      |                              |                              |                                                                                             |
| 1972       | Február 5 Február 6          | Mario Andretti Jacky Ickx                                                                                 | SpA Ferrari SEFAC                        | Ferrari 312PB                        | 2                            | 1189,531 km                  | World Championship for Makes                                                                |
| 24 órás    |                              | |                                          |                                      |                              |                              |                                                                                             |
| 1973       | Február 3 Február 4          | Peter Gregg Hurley Haywood                                                                                | Brumos Porsche                           | Porsche Carrera RSR                  | 59                           | 759\| 4108,172 km            | World Championship for Makes                                                                |
| 1974       | Az olajválság miatt elmaradt | Az olajválság miatt elmaradt                                                                              | Az olajválság miatt elmaradt             | Az olajválság miatt elmaradt         | Az olajválság miatt elmaradt | Az olajválság miatt elmaradt |                                                                                             |
| 1975       | Február 1 Február 2          | Peter Gregg Hurley Haywood                                                                                | Brumos Porsche                           | Porsche Carrera RSR                  | 59                           | 4194,015 km                  | World Championship for Makes IMSA GT Championship                                           |
| 1976       | Január 31 Február 1          | Peter Gregg Brian Redman John Fitzpatrick                                                                 | BMW of North America                     | BMW 3.0 CSL                          | 59                           | 3368,035 km                  | IMSA GT Championship                                                                        |
| 1977       | Február 5 Február 6          | Hurley Haywood John Graves Dave Helmick                                                                   | Ecurie Escargot                          | Porsche Carrera RSR                  | 43                           | 4208,499 km                  | World Championship for Makes IMSA GT Championship                                           |
| 1978       | Február 4 Február 5          | Peter Gregg Rolf Stommelen Toine Hezemans                                                                 | Brumos Porsche                           | Porsche 935/77                       | 99                           | 4202,319 km                  | World Championship of Makes IMSA GT Championship                                            |
| 1979       | Február 3 Február 4          | Hurley Haywood Ted Field Danny Ongais                                                                     | Interscope Racing                        | Porsche 935/79                       | 0                            | 4227,039 km                  | World Championship of Makes IMSA GT Championship                                            |
| 1980       | Február 2 Február 3          | Rolf Stommelen Volkert Merl Reinhold Joest                                                                | L&M Joest Racing                         | Porsche 935J                         | 2                            | 4418,615 km                  | World Championship of Makes IMSA GT Championship                                            |
| 1981       | Január 31 Február 1          | Bobby Rahal Brian Redman Bob Garretson                                                                    | Garretson Racing/Style Auto              | Porsche 935 K3                       | 9                            | 4375,355 km                  | World Endurance Championship IMSA GT Championship                                           |
| 1982       | Január 30 Január 31          | John Paul Sr. John Paul Jr. Rolf Stommelen                                                                | JLP Racing                               | Porsche 935 JLP-3                    | 18                           | 4443,334 km‡                 | IMSA GT Championship                                                                        |
| 1983       | Február 5 Február 6          | A. J. Foyt Preston Henn Bob Wollek Claude Ballot-Lena                                                     | Henn's Swap Shop Racing                  | Porsche 935L                         | 6                            | 3819,167 km                  | IMSA GT Championship                                                                        |
| 1984       | Február 4 Február 5          | Sarel van der Merwe Tony Martin Graham Duxbury                                                            | Kreepy Krauly Racing                     | March 83G-Porsche                    | 00                           | 3986,023 km                  | IMSA GT Championship                                                                        |
| 1985       | Február 2 Február 3          | A. J. Foyt Bob Wollek Al Unser Sr. Thierry Boutsen                                                        | Henn's Swap Shop Racing                  | Porsche 962                          | 8                            | 4027,673 km                  | IMSA GT Championship                                                                        |
| 1986       | Február 1 Február 2          | Al Holbert Derek Bell Al Unser Jr.                                                                        | Löwenbräu Holbert Racing                 | Porsche 962                          | 14                           | 4079,236 km                  | IMSA GT Championship                                                                        |
| 1987       | Január 31 Február 1          | Al Holbert Derek Bell Chip Robinson Al Unser Jr.                                                          | Löwenbräu Holbert Racing                 | Porsche 962                          | 14                           | 4314,136 km                  | IMSA GT Championship                                                                        |
| 1988       | Január 30 Január 31          | Raul Boesel Martin Brundle John Nielsen Jan Lammers                                                       | Castrol Jaguar Racing (TWR)              | Jaguar XJR-9                         | 60                           | 4170,905 km                  | IMSA GT Championship                                                                        |
| 1989       | Február 4 Február 5          | John Andretti Derek Bell Bob Wollek                                                                       | Miller/BFGoodrich Busby Racing           | Porsche 962                          | 67                           | 3557,873 km†                 | IMSA GT Championship                                                                        |
| 1990       | Február 3 Február 4          | Davy Jones Jan Lammers Andy Wallace                                                                       | Castrol Jaguar Racing (TWR)              | Jaguar XJR-12D                       | 61                           | 4359,970 km                  | IMSA GT Championship                                                                        |
| 1991       | Február 2 Február 3          | Hurley Haywood "John Winter" Frank Jelinski Henri Pescarolo Bob Wollek                                    | Joest Racing                             | Porsche 962C                         | 7                            | 4119,341 km                  | IMSA GT Championship                                                                        |
| 1992       | Február 1 Február 2          | Masahiro Hasemi Kazuyoshi Hoshino Szuzuki Tosio                                                           | Nissan Motorsports Intl.                 | Nissan R91CP                         | 23                           | 4365,700 km                  | IMSA GT Championship                                                                        |
| 1993       | Január 30 Január 31          | P. J. Jones Mark Dismore Rocky Moran                                                                      | All American Racers                      | Toyota Eagle MkIII-Toyota            | 99                           | 3999,027 km                  | IMSA GT Championship                                                                        |
| 1994       | Február 5 Február 6          | Paul Gentilozzi Scott Pruett Butch Leitzinger Steve Millen                                                | Cunningham Racing                        | Nissan 300ZX                         | 76                           | 4050,090 km                  | IMSA GT Championship                                                                        |
| 1995       | Február 4 Február 5          | Jürgen Lässig Christophe Bouchut Giovanni Lavaggi Marco Werner                                            | Kremer Racing                            | Kremer K8 Spyder-Porsche             | 10                           | 3953,192 km                  | IMSA GT Championship                                                                        |
| 1996       | Február 3 Február 4          | Wayne Taylor Scott Sharp Jim Pace                                                                         | Doyle Racing                             | Riley & Scott Mk III-Oldsmobile      | 4                            | 3993,298 km                  | IMSA GT Championship                                                                        |
| 1997       | Február 1 Február 2          | Rob Dyson James Weaver Butch Leitzinger Andy Wallace John Paul Jr. Elliott Forbes-Robinson John Schneider | Dyson Racing                             | Riley & Scott Mk III-Ford            | 16                           | 3953,192 km                  | IMSA GT Championship                                                                        |
| 1998       | Január 31 Február 1          | Mauro Baldi Arie Luyendyk Gianpiero Moretti Didier Theys                                                  | Doran-Moretti Racing                     | Ferrari 333 SP                       | 30                           | 4073,507 km                  | U.S. Road Racing Championship                                                               |
| 1999       | Január 30 Január 31          | Elliott Forbes-Robinson Butch Leitzinger Andy Wallace                                                     | Dyson Racing Team Inc.                   | Riley & Scott Mk III-Ford            | 20                           | 4056,319 km                  | U.S. Road Racing Championship                                                               |
| 2000       | Február 5 Február 6          | Olivier Beretta Dominique Dupuy Karl Wendlinger                                                           | Viper Team Oreca                         | Dodge Viper GTS-R                    | 91                           | 4142,258 km                  | Rolex Sports Car Series                                                                     |
| 2001       | Február 3 Február 4          | Ron Fellows Chris Kneifel Franck Fréon Johnny O'Connell                                                   | Corvette Racing                          | Chevrolet Corvette C5-R              | 2                            | 3758,398 km                  | Rolex Sports Car Series                                                                     |
| 2002       | Február 2 Február 3          | Didier Theys Fredy Lienhard Max Papis Mauro Baldi                                                         | Doran Lista Racing                       | Dallara SP1-Judd                     | 27                           | 4102,153 km                  | Rolex Sports Car Series                                                                     |
| 2003       | Február 1 Február 2          | Kevin Buckler Michael Schrom Timo Bernhard Jörg Bergmeister                                               | The Racer's Group                        | Porsche 911 GT3-RS                   | 66                           | 3981,839 km                  | Rolex Sports Car Series                                                                     |
| 2004       | Január 31 Február 1          | Christian Fittipaldi Terry Borcheller Forest Barber Andy Pilgrim                                          | Bell Motorsports                         | Doran JE4-Pontiac                    | 54                           | 3013,98 km†                  | Rolex Sports Car Series                                                                     |
| 2005       | Február 5 Február 6          | Max Angelelli Wayne Taylor Emmanuel Collard                                                               | SunTrust Racing                          | Riley MkXI-Pontiac                   | 10                           | 4068,300 km†                 | Rolex Sports Car Series                                                                     |
| 2006       | Január 28 Január 29          | Scott Dixon Dan Wheldon Casey Mears                                                                       | Target Ganassi Racing                    | Riley MkXI-Lexus                     | 02                           | 4205,82 km                   | Rolex Sports Car Series                                                                     |
| 2007       | Január 27 Január 28          | Juan Pablo Montoya Salvador Durán Scott Pruett                                                            | Telmex Ganassi Racing                    | Riley MkXI-Lexus                     | 01                           | 3826,972 km                  | Rolex Sports Car Series                                                                     |
| 2008       | Január 26 Január 27          | Juan Pablo Montoya Dario Franchitti Scott Pruett Memo Rojas                                               | Telmex Ganassi Racing                    | Riley MkXI-Lexus                     | 01                           | 3981,839 km                  | Rolex Sports Car Series                                                                     |
| 2009       | Január 24 Január 25          | David Donohue Antonio García Darren Law Buddy Rice                                                        | Brumos Racing                            | Riley MkXI-Porsche                   | 58                           | 4211,009 km                  | Rolex Sports Car Series                                                                     |
| 2010       | Január 30 Január 31          | João Barbosa Terry Borcheller Ryan Dalziel Mike Rockenfeller                                              | Action Express Racing                    | Riley MkXI-Porsche                   | 9                            | 4326,15 km                   | Rolex Sports Car Series                                                                     |
| 2011       | Január 29 Január 30          | Joey Hand Graham Rahal Scott Pruett Memo Rojas                                                            | Telmex Chip Ganassi Racing               | Riley MkXX-BMW                       | 01                           | 4125.60 km                   | Rolex Sports Car Series                                                                     |
| 2012       | Január 28 Január 29          | A. J. Allmendinger Oswaldo Negri John Pew Justin Wilson                                                   | Michael Shank Racing with Curb-Agajanian | Riley MkXXVI-Ford                    | 60                           | 2709.16 km                   | Rolex Sports Car Series                                                                     |
| 2013       | január 26 január 27          | Juan Pablo Montoya Charlie Kimball Scott Pruett Memo Rojas                                                | Chip Ganassi Racing                      | Riley MkXXVI-BMW                     | 01                           | 2524,04 mi (4062,05 km)      | Rolex Sports Car Series                                                                     |
| 2014       | január 25 január 26          | João Barbosa Christian Fittipaldi Sébastien Bourdais                                                      | Action Express Racing                    | Chevrolet Corvette Daytona Prototype | 5                            | 2474,200 mi (3981,839 km)    | United SportsCar Championship                                                               |
| 2015       | január 24 január 25          | Scott Dixon Tony Kanaan Kyle Larson Jamie McMurray                                                        | Chip Ganassi Racing                      | Riley MkXXVI-Ford                    | 02                           | 2634,400 mi (4239,656 km)    | United SportsCar Championship                                                               |
| 2016       | január 30 január 31          | Ed Brown Johannes van Overbeek Scott Sharp Pipo Derani                                                    | Tequila Patrón ESM                       | Ligier JS P2-Honda                   | 2                            | 2620,160 mi (4216,739 km)    | WeatherTech SportsCar Championship                                                          |
| 2017       | január 28 január 29          | Max Angelelli Jeff Gordon Jordan Taylor Ricky Taylor                                                      | Wayne Taylor Racing                      | Cadillac DPi-V.R                     | 10                           | 2346,34 mi (3776,07 km)      | WeatherTech SportsCar Championship                                                          |
| 2018       | január 27 január 28          | João Barbosa Filipe Albuquerque Christian Fittipaldi                                                      | Mustang Sampling Racing                  | Cadillac DPi-V.R                     | 5                            | 2876,85 mi (4629,84 km)      | WeatherTech SportsCar Championship                                                          |
| 2019       | Január 26 Január 27          | Jordan Taylor Fernando Alonso Renger van der Zande Kobajasi Kamui                                         | Wayne Taylor Racing                      | Cadillac DPi-V.R                     | 10                           | 3236,52 mi (5208,67 km)[A]   | WeatherTech SportsCar Championship                                                          |
| 2020       | Január 25 Január 26          | Ryan Briscoe Scott Dixon Kobajasi Kamui Renger van der Zande                                              | Wayne Taylor Racing                      | Cadillac DPi-V.R                     | 10                           | 4772,48 mi (7680,56 km)[B]   | WeatherTech SportsCar Championship                                                          |
| 2021       | Január 30 Január 31          | Filipe Albuquerque Hélio Castroneves Alexander Rossi Ricky Taylor                                         | Wayne Taylor Racing                      | Acura ARX-05                         | 60                           | 4623,52 mi (7440,83 km)      | WeatherTech SportsCar Championship                                                          |
| 2022       | Január 29 Január 30          | Tom Blomqvist Oliver Jarvis Hélio Castroneves Simon Pagenaud                                              | Meyer Shank Racing w/ Curb-Agajanian     | Acura ARX-05                         | 60                           | 4359,97 mi (7016,69 km)      | WeatherTech SportsCar Championship                                                          |
| 2023       | Január 28 Január 29          | Tom Blomqvist Colin Braun Hélio Castroneves Simon Pagenaud                                                | Meyer Shank Racing w/ Curb-Agajanian     | Acura ARX-06                         | 60                           | 4486,01 mi (7219,53 km)      | WeatherTech SportsCar Championship                                                          |
| 2024       | Január 27 Január 28          | Dane Cameron Matt Campbell Felipe Nasr Josef Newgarden                                                    | Porsche Penske Motorsport                | Porsche 963                          | 7                            | 4531,85 mi (7293,31 km)      | WeatherTech SportsCar Championship                                                          |
| 2025       | Január 25 Január 26          | Felipe Nasr Nick Tandy Laurens Vanthoor                                                                   | Porsche Penske Motorsport                | Porsche 963                          | 7                            | 4475,14 mi (7202,04 km)      | WeatherTech SportsCar Championship                                                          |
| [ 1 ]      |                              | |                                          |                                      |                              |                              |                                                                                             |

Megjegyzés
- ↑ A:  A versenyt félbeszakították és nem fejezték be a rendkívüli esőzések miatt.
- ↑ B:  A legtöbb megtett versenytáv rekordja.

## Statisztika
Győzelmek
Gyártók:
- 24: Porsche (1968, 1970, 1971, 1973, 1975, 1977, 1978, 1979, 1980, 1981, 1982, 1983,

1984, 1985, 1986, 1987, 1989, 1991, 1995, 2003, 2009, 2010, 2024, 2025)
- 6:  Ford (1965, 1966, 1997, 1999, 2012, 2015)
- 5:  Ferrari (1963, 1964, 1967, 1972, 1998)
- 4:  Cadillac (2017, 2018, 2019, 2020)
- 3:  Lexus (2006, 2007, 2008)
- 3:  BMW (1976, 2011, 2013)
- 3:  Chevrolet (1969, 2001, 2014)
- 3:  Acura (2021, 2022, 2023)
- 2:  Jaguar (1988, 1990)
- 2:  Nissan (1992, 1994)
- 2:  Pontiac (2004, 2005)
- 1:  Lotus (1962)
- 1:  Toyota (1993)
- 1:  Oldsmobile (1996)
- 1:  Dodge (2000)
- 1:  Dallara-Judd (2002)
- 1:  Honda (2016)

Versenyzők:
- 5: Hurley Haywood (1973, 1975, 1977, 1979, 1991)
- 5: Scott Pruett (1994, 2007, 2008, 2011, 2013)
- 4: Pedro Rodríguez (1963, 1964, 1970, 1971)
- 4: Bob Wollek (1983, 1985, 1989, 1991)
- 4: Peter Gregg (1973, 1975, 1976, 1978)
- 4: Rolf Stommelen (1968, 1978, 1980, 1982)